# Заклад вищої освіти

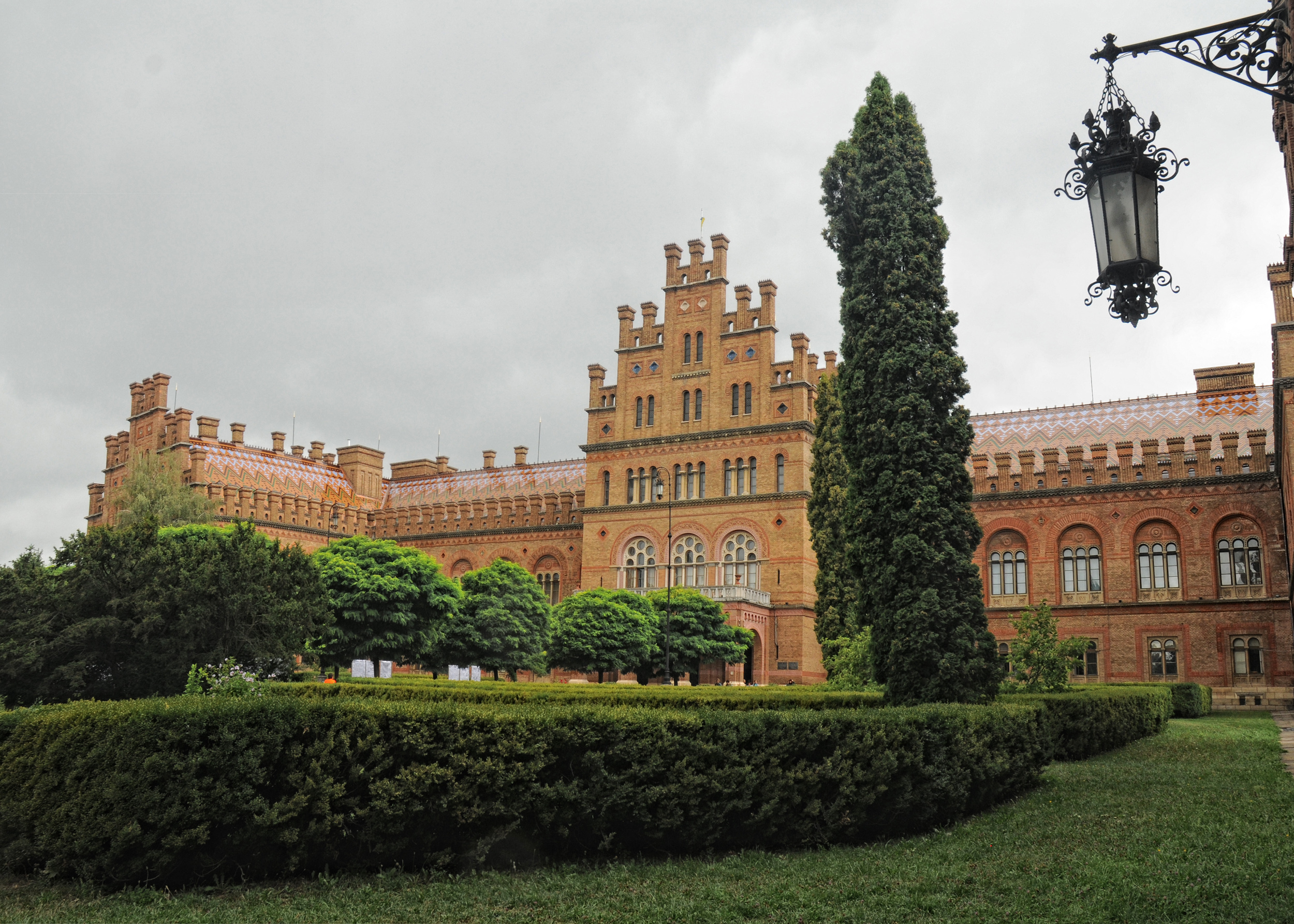
Чернівецький національний університет імені Юрія Федьковича

Заклад вищої освіти, скорочено ЗВО, неофіційно виш (до прийняття Закону України «Про освіту» застосовувався термін вищий навчальний заклад, а також вживалися скорочення ВНЗ, вуз) — окремий вид установи, яка є юридичною особою приватного або публічного права, діє згідно з виданою ліцензією на провадження освітньої діяльності на певних рівнях вищої освіти, проводить наукову, науково-технічну, інноваційну та/або методичну діяльність, забезпечує організацію освітнього процесу і здобуття особами вищої освіти, післядипломної освіти з урахуванням їхніх покликань, інтересів і здібностей.

## Основні завдання
Основними завданнями закладу вищої освіти є:
1. провадження на високому рівні освітньої діяльності, яка забезпечує здобуття особами вищої освіти відповідного ступеня за обраними ними спеціальностями;
2. для університетів, академій, інститутів — провадження наукової діяльності шляхом проведення наукових досліджень і забезпечення творчої діяльності учасників освітнього процесу, підготовки наукових кадрів вищої кваліфікації і використання отриманих результатів в освітньому процесі;
3. участь у забезпеченні суспільного та економічного розвитку держави через формування людського капіталу;
4. формування особистості шляхом патріотичного, правового, екологічного виховання, утвердження в учасників освітнього процесу моральних цінностей, соціальної активності, громадянської позиції та відповідальності, здорового способу життя, вміння вільно мислити та самоорганізовуватися в сучасних умовах;
5. забезпечення органічного поєднання в освітньому процесі освітньої, наукової та інноваційної діяльності;
6. створення необхідних умов для реалізації учасниками освітнього процесу їхніх здібностей і талантів;
7. збереження та примноження моральних, культурних, наукових цінностей і досягнень суспільства;
8. поширення знань серед населення, підвищення освітнього і культурного рівня громадян;
9. налагодження міжнародних зв'язків та провадження міжнародної діяльності в галузі освіти, науки, спорту, мистецтва і культури;
10. вивчення попиту на окремі спеціальності на ринку праці та сприяння працевлаштуванню випускників[5].

## Структурні підрозділи закладу вищої освіти
Структурними підрозділами закладу вищої освіти є кафедри, факультети, інститути, філії, бібліотека тощо.

### Катедра
Катедра — це базовий структурний підрозділ закладу вищої освіти державної (комунальної) форми власності (його філій, інститутів, факультетів), що провадить освітню, методичну та/або наукову діяльність за певною спеціальністю (спеціалізацією) чи міжгалузевою групою спеціальностей, до складу якого входить не менше п'яти науково-педагогічних працівників, для яких кафедра є основним місцем роботи, і не менш як три з них мають науковий ступінь або вчене (почесне) звання.
Керівництво катедрою здійснює завідувач катедри, який обирається на цю посаду за конкурсом Вченою радою закладу вищої освіти строком на п'ять років (для національного закладу вищої освіти — строком на сім років). Із завідувачем катедрою укладається контракт.

### Факультет
Факультет — це структурний підрозділ закладу вищої освіти, що об'єднує не менш як три кафедри та/або лабораторії, які в державних і комунальних закладах вищої освіти у сукупності забезпечують підготовку не менше 200 здобувачів вищої освіти денної форми навчання (крім факультетів вищих військових навчальних закладів (закладів вищої освіти із специфічними умовами навчання), закладів вищої освіти фізичного виховання і спорту, закладів вищої освіти культури та мистецтва).

### Інші структурні підрозділи закладу вищої освіти
Структурними підрозділами закладу вищої освіти можуть бути:
- Навчально-науковий інститут — структурний підрозділ університету, академії, інституту, що об'єднує відповідні кафедри, лабораторії, науково-дослідні центри та експериментальні лабораторії, які провадять освітню діяльність і проводять наукові дослідження;
- Наукові, навчально-наукові, науково-дослідні, науково-виробничі та проєктні інститути, навчально-науково-виробничі центри (сектори, частини, комплекси тощо), дослідні станції, конструкторські бюро, відділи аспірантури і докторантури, навчально-виробничі комбінати, експериментальні підприємства, клінічні бази закладів медичної освіти, університетські клініки та лікарні, юридичні клініки, полігони, наукові парки, технопарки, оперні студії, навчальні театри, філармонії, інші підрозділи, що забезпечують практичну підготовку фахівців певних спеціальностей та/або проводять наукові дослідження;
- Підготовчі відділення (підрозділи), підрозділи перепідготовки та підвищення кваліфікації кадрів, інститути післядипломної освіти, лабораторії, навчально-методичні кабінети, комп'ютерні та інформаційні центри, навчально-виробничі та творчі майстерні, навчально-дослідні господарства, виробничі структури, видавництва, спортивні комплекси, заклади культурно-побутового призначення, центри студентського спорту;
- Спеціальний навчально-реабілітаційний підрозділ, який утворюється з метою організації інклюзивного освітнього процесу та спеціального навчально-реабілітаційного супроводу здобувачів вищої освіти з особливими освітніми потребами, забезпечення їм доступу до якісної вищої освіти з урахуванням обмежень життєдіяльності;
- Інші підрозділи, діяльність яких не заборонена законом;
- Філію — територіально відокремлений структурний підрозділ закладу вищої освіти, що утворюється з метою задоволення потреб регіонального ринку праці у відповідних фахівцях та наближення місця навчання здобувачів вищої освіти до їх місця проживання. Філія не є юридичною особою і діє на підставі затвердженого закладом вищої освіти положення та відповідно до отриманої ліцензії на провадження освітньої діяльності. Філію очолює керівник, який підпорядкований керівнику закладу вищої освіти і діє на підставі відповідного доручення.

Заклад вищої освіти зобов'язаний мати у своєму складі бібліотеку, бібліотечний фонд якої має відповідати вимогам стандартів освітньої діяльності.

### Структурні підрозділи закладу вищої освіти І та ІІ рівнів акредитації
Структурними підрозділами закладу вищої освіти першого та другого рівнів акредитації є відділення і предметні (циклові) комісії
- Відділення — структурний підрозділ, що об'єднує навчальні групи з однієї або кількох спеціальностей, методичні, навчально-виробничі та інші підрозділи. Відділення створюється рішенням керівника закладу вищої освіти, якщо на ньому навчається не менше ніж 150 студентів.
- Предметна (циклова) комісія — структурний навчально-методичний підрозділ, що проводить виховну, навчальну та методичну роботу з однієї або кількох споріднених навчальних дисциплін. Предметна (циклова) комісія створюється рішенням керівника закладу вищої освіти за умови, якщо до її складу входить не менше ніж три педагогічних працівники.

## Форми навчання
Навчання у закладах вищої освіти здійснюється за такими формами:
1. очна (денна, вечірня);
2. заочна (дистанційна).

Форми навчання можуть бути поєднані.

## Форми організації навчального процесу
Навчальний процес у закладах вищої освіти здійснюється у таких формах:
- навчальні заняття;
- самостійна робота;
- практична підготовка;
- контрольні заходи.

Основними видами навчальних занять у закладах вищої освіти є:
- лекція;
- лабораторне, практичне, семінарське, індивідуальне заняття;
- консультація.

Закладом вищої освіти може бути встановлено інші види навчальних занять.

## Управління
Безпосереднє управління діяльністю закладу вищої освіти здійснює його керівник — ректор (президент), начальник, директор тощо.
Керівник закладу вищої освіти в межах наданих йому повноважень:
- вирішує питання діяльності закладу вищої освіти, затверджує його структуру і штатний розпис;
- видає накази і розпорядження, обов'язкові для виконання всіма працівниками і структурними підрозділами закладу вищої освіти;
- представляє заклад вищої освіти в державних та інших органах, відповідає за результати його діяльності перед органом управління, у підпорядкуванні якого перебуває заклад вищої освіти;
- є розпорядником майна і коштів;
- виконує кошторис, укладає угоди, дає доручення, відкриває банківські рахунки;
- приймає на роботу та звільняє з роботи працівників;
- забезпечує охорону праці, дотримання законності та порядку;
- визначає функціональні обов'язки працівників;
- формує контингент осіб, які навчаються у закладі вищої освіти;
- відраховує та поновлює на навчання осіб, які навчаються у закладі вищої освіти;
- контролює виконання навчальних планів і програм;
- контролює дотримання всіма підрозділами штатно-фінансової дисципліни;
- забезпечує дотримання службової та державної таємниці;
- здійснює контроль за якістю роботи викладачів, організацією навчально-виховної та культурно-масової роботи, станом фізичного виховання і здоров'я, організовує побутове обслуговування учасників навчально-виховного процесу та інших працівників закладу вищої освіти;
- разом із профспілковими організаціями подає на затвердження вищому колегіальному органу громадського самоврядування закладу вищої освіти правила внутрішнього розпорядку та колективний договір і після затвердження підписує його.

Керівник закладу вищої освіти відповідає за провадження освітньої діяльності у закладі вищої освіти, за результати фінансово-господарської діяльності, стан і збереження будівель та іншого майна.
Для вирішення основних питань діяльності відповідно до статуту керівник закладу вищої освіти створює робочі та дорадчі органи, а також визначає їх повноваження.
Керівник закладу вищої освіти щорічно звітує перед власником (власниками) або уповноваженим ним (ними) органом (особою) та вищим колегіальним органом громадського самоврядування закладу вищої освіти.
Керівник закладу вищої освіти відповідно до статуту може делегувати частину своїх повноважень своїм заступникам та керівникам структурних підрозділів.
- При виході на пенсію з посади керівника закладу вищої освіти керівник, який пропрацював на цій посаді не менше двох термінів підряд, може бути призначений на посаду почесного ректора (президента), начальника, директора тощо закладу вищої освіти із виплатою грошового утримання за рахунок навчального закладу в розмірі заробітної плати, яку він отримував перед виходом на пенсію.

Призначення почесного ректора (президента), начальника, директора тощо закладу вищої освіти здійснюється у порядку, встановленому Кабінетом Міністрів України. Умови призначення та виплати грошового утримання визначаються у статуті закладу вищої освіти.
Керівництво факультетом здійснює декан. Декан факультету може делегувати частину своїх повноважень своїм заступникам.
- Декан видає розпорядження, що стосуються діяльності факультету. Розпорядження декана є обов'язковими для виконання всіма працівниками факультету і можуть бути скасовані керівником закладу вищої освіти. Керівник закладу вищої освіти скасовує розпорядження декана, які суперечать закону, статутові закладу вищої освіти чи завдають шкоди інтересам закладу вищої освіти.

Керівництво відділенням здійснює завідувач. Завідувач відділення призначається на посаду керівником закладу вищої освіти з числа педагогічних працівників, які мають повну вищу освіту і досвід навчально-методичної роботи.
- Завідувач відділення забезпечує організацію навчально-виховного процесу, виконання навчальних планів і програм, здійснює контроль за якістю викладання навчальних предметів, навчально-методичною діяльністю викладачів.

### Вчені ради
Вчена рада закладу вищої освіти є колегіальним органом закладу вищої освіти третього або четвертого рівня акредитації і утворюється строком до п'яти років (для національного закладу вищої освіти — строком до семи років).
Вчена рада факультету є колегіальним органом факультету закладу вищої освіти третього і четвертого рівнів акредитації.
У закладі вищої освіти третього або четвертого рівня акредитації можуть бути створені вчені ради інших структурних підрозділів. Їх повноваження визначаються керівником вищого навчального закладу…

### Наглядова рада
У національному закладі вищої освіти в обов'язковому порядку створюється Наглядова рада.
Наглядова рада розглядає шляхи перспективного розвитку закладу вищої освіти, надає допомогу його керівництву в реалізації державної політики у галузі вищої освіти і науки, здійснює громадський контроль за діяльністю керівництва закладу вищої освіти, забезпечує ефективну взаємодію закладу вищої освіти з органами державного управління, науковою громадськістю, суспільно-політичними та комерційними організаціями в інтересах розвитку вищої освіти.
Склад Наглядової ради національного закладу вищої освіти затверджується Кабінетом Міністрів України. Положення про Наглядову раду національного закладу вищої освіти затверджує голова Наглядової ради за погодженням із спеціально уповноваженим центральним органом виконавчої влади у галузі освіти і науки.
Термін повноваження Наглядової ради становить не менше ніж три роки, але не більше ніж п'ять років.
Наглядова рада може бути створена також у закладі вищої освіти третього або четвертого рівня акредитації за погодженням із спеціально уповноваженим центральним органом виконавчої влади у галузі освіти і науки або іншим центральним органом виконавчої влади, у підпорядкуванні якого знаходиться заклад вищої освіти.

## Робочі та дорадчі органи
Для вирішення поточних питань діяльності закладу вищої освіти третього або четвертого рівня акредитації
створюються робочі органи:
- ректорат;
- деканати;
- приймальна комісія.

Положення про робочі органи затверджуються наказом керівника закладу вищої освіти відповідно до статуту закладу вищої освіти.
Для вирішення поточних питань діяльності закладу вищої освіти першого або другого рівня акредитації створюються робочі органи:
- адміністративна рада;
- приймальна комісія.

Дорадчим органом закладу вищої освіти першого або другого рівня акредитації є Педагогічна рада. Педагогічну раду очолює керівник закладу вищої освіти. До складу Педагогічної ради входять заступники директора, завідувачі відділень, завідувач бібліотеки, голови предметних (циклових) комісій, педагогічні працівники, головний бухгалтер.
Також дорадчу функцію виконує студентське самоврядування.
Положення про робочі та дорадчі органи затверджуються наказом керівника закладу вищої освіти відповідно до статуту закладу вищої освіти.

## В Україні

### Класифікація за формою власності

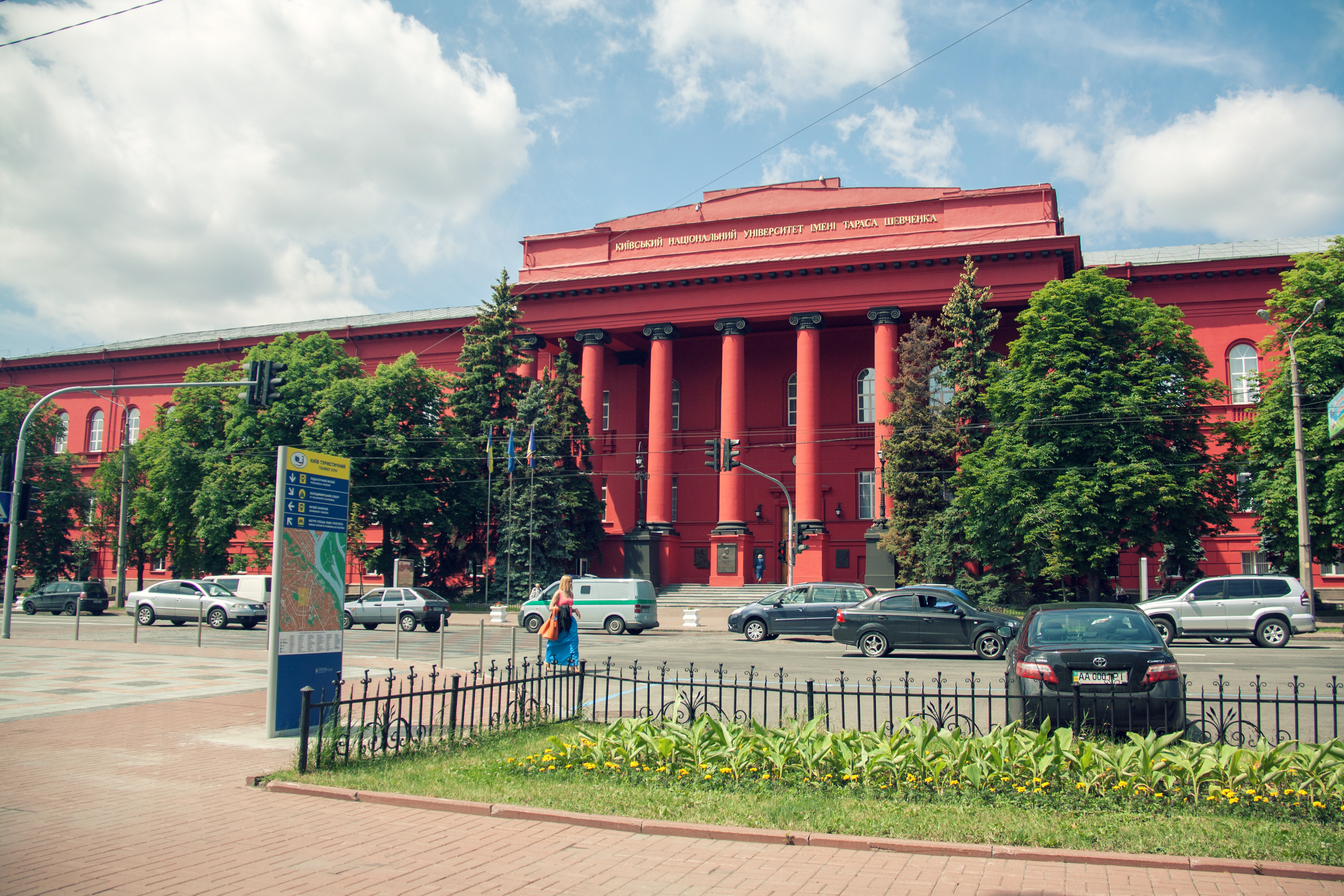
Головний (Червоний) корпус Київського університету

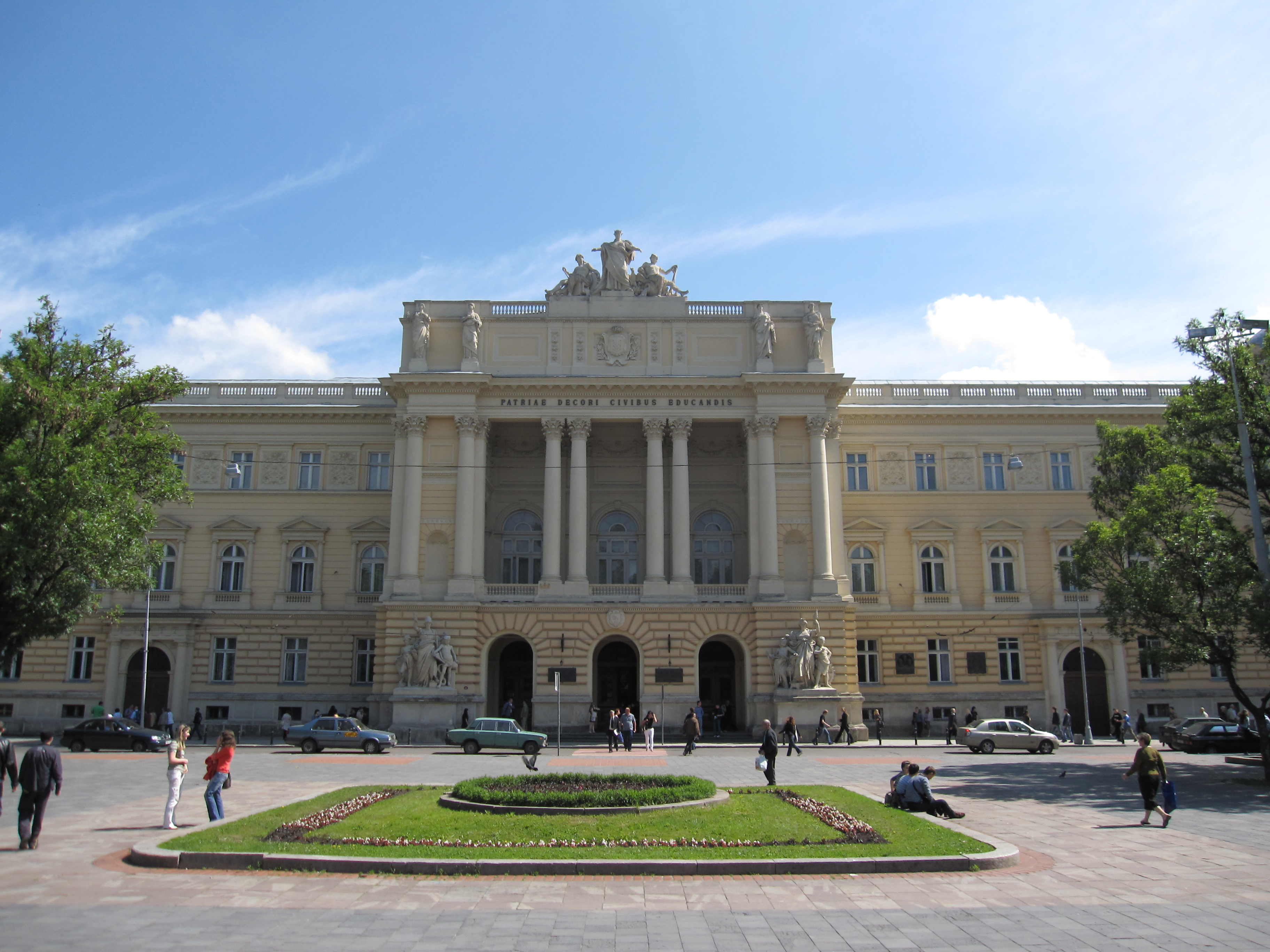
Найстаріший університет в Україні — Львівський національний університет імені Івана Франка

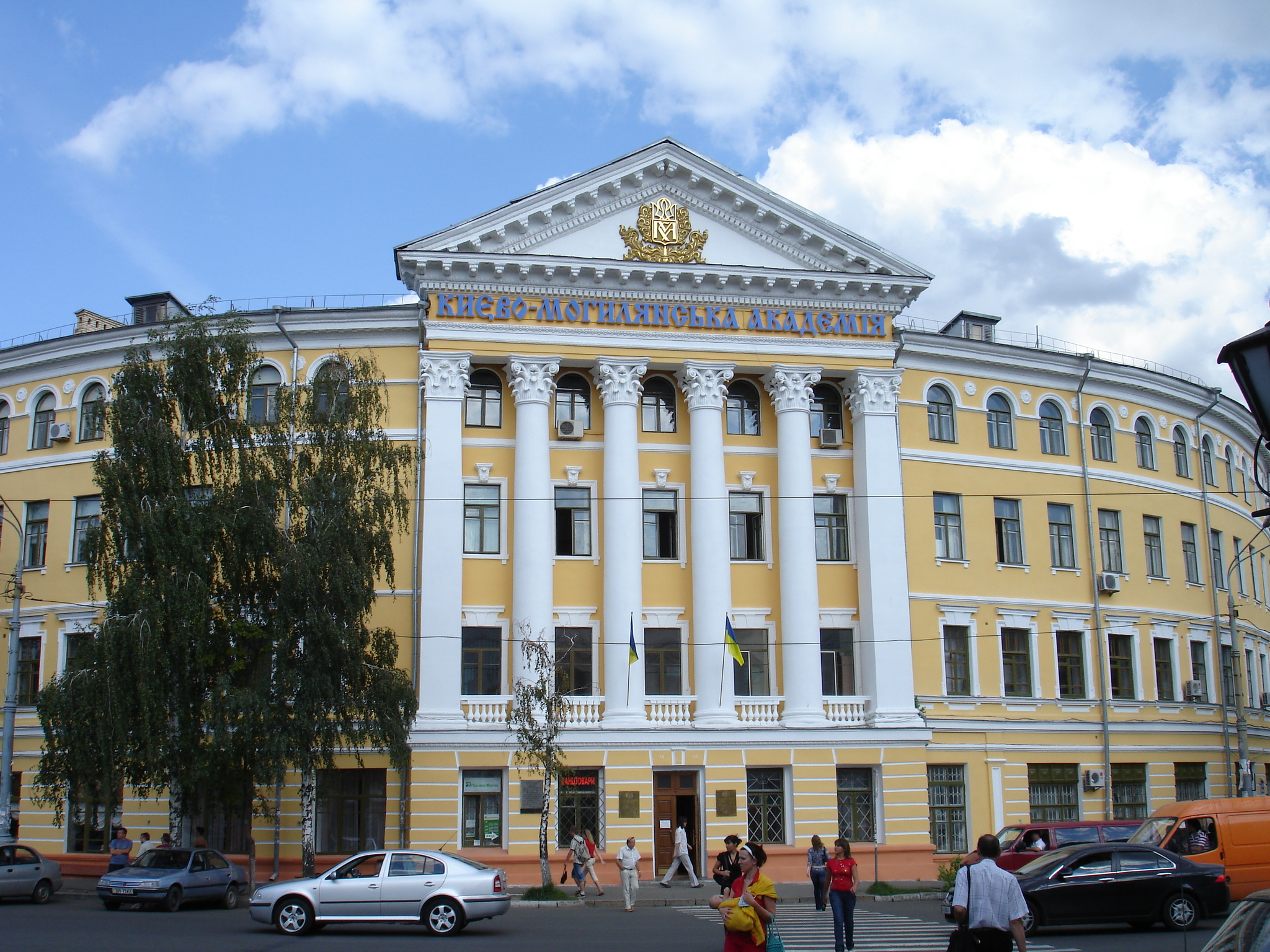
Києво-Могилянська академія

Заклад вищої освіти державної форми власності — заклад вищої освіти, заснований державою, що фінансується з державного бюджету і підпорядковується відповідному центральному
органу виконавчої влади;
Заклад вищої освіти, що перебуває у власності Автономної Республіки Крим — заклад вищої освіти, заснований органами влади Автономної Республіки Крим, що фінансується з бюджету
Автономної Республіки Крим і підпорядкований органам влади Автономної Республіки Крим;
Заклад вищої освіти комунальної форми власності — заклад вищої освіти, заснований місцевими органами влади, що фінансується з місцевого бюджету і підпорядкований місцевим
органам влади;
Заклад вищої освіти приватної форми власності — заклад вищої освіти, заснований на приватній власності і підпорядкований власнику чи власникам;

### Типи закладів вищої освіти
Станом на жовтень 2011 серед закладів вищої освіти України І-IV рівнів акредитації
- 197 університетів,
- 62 академії,
- 109 інститутів,
- 234 коледжі,
- 130 технікумів,
- 121 училище,
- 1 консерваторія[6].

Закон України «Про вищу освіту» 2002 року встановлював відповідно до рівнів акредитації шість типів закладів вищої освіти:
1. Університет — багатопрофільний заклад вищої освіти четвертого рівня акредитації, який провадить освітню діяльність, пов'язану із здобуттям певної вищої освіти та кваліфікації широкого спектра природничих, гуманітарних, технічних, економічних та інших напрямів науки, техніки, культури і мистецтв, проводить фундаментальні та прикладні наукові дослідження, є провідним науково-методичним центром, має розвинуту інфраструктуру навчальних, наукових і науково-виробничих підрозділів, відповідний рівень кадрового і матеріально-технічного забезпечення, сприяє поширенню наукових знань та здійснює культурно-просвітницьку діяльність. Можуть створюватися класичні та профільні (технічні, технологічні, економічні, педагогічні, медичні, аграрні, мистецькі, культурологічні тощо) університети;
2. Академія — заклад вищої освіти четвертого рівня акредитації, який провадить освітню діяльність, пов'язану із здобуттям певної вищої освіти та кваліфікації у певній галузі науки, виробництва, освіти, культури і мистецтва, проводить фундаментальні та прикладні наукові дослідження, є провідним науково-методичним центром у сфері своєї діяльності і має відповідний рівень кадрового та матеріально-технічного забезпечення;
3. Інститут — заклад вищої освіти третього або четвертого рівня акредитації або структурний підрозділ університету, академії, який провадить освітню діяльність, пов'язану із здобуттям певної вищої освіти та кваліфікації у певній галузі науки, виробництва, освіти, культури і мистецтва, проводить наукову, науково-методичну та науково-виробничу діяльність і має відповідний рівень кадрового та матеріально-технічного забезпечення;
4. Консерваторія (музична академія) — заклад вищої освіти третього або четвертого рівня акредитації, який провадить освітню діяльність, пов'язану із здобуттям певної вищої освіти та кваліфікації у галузі культури і мистецтва — музичних виконавців, композиторів, музикознавців, викладачів музичних дисциплін, проводить наукові дослідження, є провідним центром у сфері своєї діяльності і має відповідний рівень кадрового та матеріально-технічного забезпечення;
5. Коледж — заклад вищої освіти другого рівня акредитації або структурний підрозділ закладу вищої освіти третього або четвертого рівня акредитації, який провадить освітню діяльність, пов'язану із здобуттям певної вищої освіти та кваліфікації у споріднених напрямах підготовки (якщо є структурним підрозділом закладу вищої освіти третього або четвертого рівня акредитації або входить до навчального чи навчально-науково-виробничого комплексу) або за кількома спорідненими спеціальностями і має відповідний рівень кадрового та матеріально-технічного забезпечення;
6. Технікум (училище) — заклад вищої освіти першого рівня акредитації або структурний підрозділ закладу вищої освіти третього або четвертого рівня акредитації, який провадить освітню діяльність, пов'язану із здобуттям певної вищої освіти та кваліфікації за кількома спорідненими спеціальностями, і має відповідний рівень кадрового та матеріально-технічного забезпечення.

Чинний Закон України «Про вищу освіту» виділяє наступні три типи закладів вищої освіти:
1. Університет — багатогалузевий (класичний, технічний) або галузевий (профільний, технологічний, педагогічний, фізичного виховання і спорту, гуманітарний, богословський/теологічний, медичний, економічний, юридичний, фармацевтичний, аграрний, мистецький, культурологічний тощо) заклад вищої освіти, що провадить інноваційну освітню діяльність за різними ступенями вищої освіти (у тому числі доктора філософії), проводить фундаментальні та/або прикладні наукові дослідження, є провідним науковим і методичним центром, має розвинуту інфраструктуру навчальних, наукових і науково-виробничих підрозділів, сприяє поширенню наукових знань та провадить культурно-просвітницьку діяльність;
2. Академія, інститут — галузевий (профільний, технологічний, технічний, педагогічний, богословський/теологічний, медичний, економічний, юридичний, фармацевтичний, аграрний, мистецький, культурологічний тощо) заклад вищої освіти, що провадить інноваційну освітню діяльність, пов'язану з наданням вищої освіти на першому і другому рівнях за однією чи кількома галузями знань, може здійснювати підготовку на третьому і вищому науковому рівнях вищої освіти за певними спеціальностями, проводить фундаментальні та/або прикладні наукові дослідження, є провідним науковим і методичним центром, має розвинуту інфраструктуру навчальних, наукових і науково-виробничих підрозділів, сприяє поширенню наукових знань та провадить культурно-просвітницьку діяльність;
3. Коледж — галузевий заклад вищої освіти або структурний підрозділ університету, академії чи інституту, що провадить освітню діяльність, пов'язану із здобуттям ступенів молодшого бакалавра та/або бакалавра, проводить прикладні наукові дослідження. Коледж також має право здійснювати підготовку фахівців освітньо-кваліфікаційного рівня молодшого спеціаліста.

Законом України «Про вищу освіту» встановлено, що заклади вищої освіти I—II рівнів акредитації здійснюють підготовку фахівців освітньо-кваліфікаційного рівня молодшого спеціаліста до 2020 року. Останній прийом на здобуття вищої освіти за освітньо-кваліфікаційним рівнем молодшого спеціаліста проводиться у 2019 році.

### Національний статус
Університету, академії, інституту незалежно від форми власності відповідно до законодавства може бути надано статус національного.
Надання закладу вищої освіти статусу національного здійснюється за пропозицією Національного агентства із забезпечення якості вищої освіти, що подається в порядку та за критеріями, встановленими Кабінетом Міністрів України. Встановлення відповідності діяльності національного закладу вищої освіти визначеним критеріям для підтвердження чи позбавлення його такого статусу здійснюється раз на сім років Національним агентством із забезпечення якості вищої освіти.
Національний заклад вищої освіти має право:
1. отримувати відповідно до законодавства на пріоритетних засадах передбачені державним бюджетом кошти для провадження наукової і науково-технічної діяльності, проведення фундаментальних та прикладних наукових досліджень, виконання наукових програм, проектів державного значення в обсязі не менш як 10 відсотків коштів державного бюджету, що виділяються на його утримання;
2. визначати норми часу навчальної та іншої роботи педагогічних і науково-педагогічних працівників;
3. здійснювати перерозподіл: а) нормативів чисельності осіб, які навчаються, на одну посаду науково-педагогічного працівника за спеціальностями однієї галузі знань з урахуванням результатів наукової діяльності працівників; б) державного замовлення між спеціальностями в межах галузі знань в обсязі не більш як 5 відсотків загального обсягу державного замовлення національного закладу вищої освіти з обов'язковим інформуванням центрального органу виконавчої влади, до сфери управління якого належить заклад вищої освіти; в) ліцензованого обсягу прийому за спеціальностями у межах відповідної галузі знань;
4. здійснювати підготовку фахівців з вищою освітою за власними експериментальними освітніми програмами та навчальними планами;
5. отримувати на пріоритетних засадах фінансування для придбання наукового і навчального обладнання, комп'ютерних програм тощо за рахунок державного бюджету;
6. використовувати у своєму найменуванні слово «національний»;
7. формувати на своїй базі інноваційні структури різних типів (наукові та технологічні парки, бізнес-інкубатори, малі підприємства тощо) на засадах поєднання інтересів високотехнологічних компаній, науки, освіти, бізнесу та держави з метою виконання і впровадження інноваційних проектів.[5]

### Проблеми територіальної організації
З набуттям незалежності України, відбувалося почасти анархічне утворення закладів вищої освіти, що призвело до суттєвих диспропорцій. Наприклад, у невеликому містечку Глухів з 34-тисячним населенням діє Глухівський національний педагогічний університет імені Олександра Довженка, в якому навчається понад 5 тисяч студентів. Подібна ситуація і з Національним університетом «Острозька академія» в невеличкому містечку Острог, де проживає всього 16 тисяч мешканців. А з іншого боку, у багатьох великих містах Донбасу (для прикладу: Хрустальний, Бахмут, Кадіївка, Єнакієве, Костянтинівка, Довжанськ) та інших територій України (для прикладу: Горішні Плавні, Ковель, Коростень, Шепетівка, Бердичів, Конотоп тощо) немає жодного закладу вищої освіти.